# الحرف (بعدان)

تعديل مصدري - تعديل

الحرف محلة تابعة لقرية المشراح، التابعة لعزلة بني عواض بمديرية بعدان إحدى مديريات محافظة إب في الجمهورية اليمنية، بلغ تعداد سكانها 20 حسب تعداد اليمن لعام 2004.